# Bantay
Bantay es un municipio de cuarta categoría situado en la provincia de Ilocos Sur, en Filipinas. Según el censo de 2000, tiene un censo de 30.519 habitantes.

## Barangays
Está políticamente subdivido en 34 barangays.
| - Aggay - An-annam - Balaleng - Banaoang - Bulag - Buquig - Cabalanggan - Cabaroan - Cabusligan - Capangdanan - Guimod - Lingsat | - Malingeb - Mira - Naguiddayan - Ora - Paing - Puspus - Quimmarayan - Sagneb - Sagpat - San Mariano (Sallacong) - San Isidro | - San Julián - Sinabaan - Taguiporo - Taleb - Tay-ac - Barangay 1 (Pob.) - Barangay 2 (Pob.) - Barangay 3 (Pob.) - Barangay 4 (Pob.) - Barangay 5 (Pob.) - Barangay 6 (Pob.) |